# Embratur
Embratur, conosciuto anche come Brazilian Tourist Board, è un ente federale brasiliano pubblico, che dipende dal ministero del Turismo del Brasile.
È stato creato nel 1966 e lavora sulla promozione, il marketing e il sostegno ai servizi, prodotti e destinazioni turistiche del Brasile all'estero..